# Фёдоровы
Фёдоровы — многочисленные дворянские роды различного происхождения.
Наиболее древний из известных историкам родов этой фамилии восходит к XVI веку, когда предок Фёдоровых Гавриил был пожалован поместьями в Дмитровском уезде Московской губернии в 1684 году.
Различные дворянские роды Фёдоровых внесены в родословные книги множества губерний: Астраханской (части: II 1816), Владимирской (части: II 1842, 1856; III 1794, 1816, 1823, 1901; VI 1794, 1814), Волынской (части: II 1898), Воронежской, Земли Войска Донского, Екатеринославской (части: II, III), Казанской (части: II, III), Калужской (части: II 1826, III 1856), Киевской (части: II 1844, 1859; III 1854), Костромской (части: II), Московской (части: I, II, III, VI), Нижегородской (части: II 1851, 1868; III 1881, 1893), Новгородской (части: II 1844, 1862, 1857; III 1790), Оренбургской и Уфимской, Орловской (Ливны XVII век), Пензенской (части: II 1816, 1850; III 1796, 1873, 1884), Полтавской (части: I, III), Псковской, Рязанской (части: II 1835, 1853; III 1844, 1849, 1894), Самарской (части: II), Симбирской (части: I 1802; II 1857; III 1805), Харьковской, Смоленской (части: II, III), Ставропольской (части: II 1826, 1864, 1872; III 1847, 1885), Тамбовской (части: III), Тверской XVII век (части: I 1838; II 1836, 1841, 1853; III 1807, 1839, 1846; VI 1818), Тульской (части: I 1825; II 1793, 1813, 1833, 1840, 1841; III 1830, 1832, 1834, 1837; VI 1813), Херсонской, Черниговской (1881), Ярославской.

## Фёдоровы в допетровское время
В документах Московского царства упоминается огромное количество лиц с фамилией (а в некоторых случаях отчеством) Фёдоров, большинство из которых, скорее всего, не являлись родственниками друг другу.
К великому князю московскому Василию Дмитриевичу (1389—1425) из Литвы выехал Прокофий Андреевич Фёдоров, внук которого является родоначальником одного из родов Павловых.
Одним из первых документально подтверждённых упоминаний о представителях рода относится к грамоте великого рязанского князя Василия Ивановича, где его грамоту скрепил рязанский дьяк Асей Фёдоров (1464—1482). Юшка Фёдоров владел волостью Мышега Тарусского уезда (до 1546).
В битве при Молодях убит Никита Тимофеевич Фёдоров (июль 1572). На Красной площади в Москве, по опричнине, по делу членов земского правительства, новгородцев и дворцовой прислуги казнён Постник Фёдоров (1570), имя его внесено в синодик опальных. Опричниками Ивана Грозного числились: Бажен, Бутач, Василий (бронник), Василий (постельный сторож), Василий (сторож Хлебного дворца), Григорий (столовый сторож), Григорий (стрельник), Грязной, Данила, Иван, Иван (помяс), Иван (помяс), Иван (у царевичевы седельные казны сторож), Илья, Казарин, Калина, Кирилл, Кондратий, Митрофан, Никифор, Андрей, Артемий, Афанасий, Рудак, Сергей, Тренка, Третьяк, Ян (1573). При Фёдоре Ивановиче упомянут дьяк Иван Фёдоров (1587—1589). При Борисе Годунове упомянут писавший грамоту Богдан Фёдоров (1599). Казачий атаман Матвей Фёдоров оборонял от татар и черкас Оскол и район реки Северный Донец (1589).
Дмитрий Фёдоров в службу вступил в 1807 году, 19 августа 1826 года произведён в коллежские асессоры, а 20 ноября 1836 года пожалован ему с потомством диплом на дворянское достоинство. (Гербовник, XI, 108).

## Описание гербов
В разделе приводятся описания гербов различных дворянских родов этой фамилии.

#### Герб 1785 г.
В Гербовнике Анисима Титовича Князева 1785 года имеется изображение печати с гербом Михаила Фёдоровича Фёдорова: в щите имеющем серебряное поле расположен маленький щиток, в серебряном поле которого изображен воин в розовом, держащий в правой руке щит, а в левой копьё остриём вверх. Вокруг маленького щита расположен фигурный голубой орнамент. Маленький щиток увенчан тремя дворянскими шлемами, а от среднего шлема вверх расположены красный и синий флаги. Нашлемник маленького щитка: золотая фигура. из которой наполовину выходят два копья остриями вверх. Большой щит увенчан коронованным дворянским шлемом. Цветовая гамма намёта не определена.

#### Герб. Часть XI. № 108.
Щит пересечён-полурассечён. В первой, лазурной части, золотая пчела между двумя серебряными о шести лучах звездами. Во второй, золотой части, зелёный лавровый венок. В третьей, черемной (красной) части, серебряная о восьми ступенях лестница, в перевязь влево. Щит увенчан дворянским шлемом и короной. На шлеме — три серебряных страусовых пера. Намёт лазурный с золотом.

#### Герб. Часть XV. № 6.
Герб коллежского асессора Кирилла Фёдорова жалованного дипломом на дворянство 02.11.1828: щит поделён горизонтально. верх поделён ещё раз вертикально. Вверху в голубом и красном полях по серебряному стропилу, над ним по пчеле. на границе полей вверху золотая шестиконечная звезда. Внизу в золотом поле дерево с плодами. Над щитом дворянский коронованный шлем с тремя страусовыми перьями. Намёт красный и голубой, подложен серебром.
Герб. Часть XV. № 7.
Герб капитана Михаила Фёдорова пожалованного в дворянское достоинство 06.02.1848: в голубом щите красная вершина. В ней золотое стропило. Над ним и под ним по серебряной шестиконечной звезде. Внизу в голубом поле золотой лев на четырёх лапах вправо, смотрящий на зрителя. Над щитом коронованный дворянский шлем. Нашлемник — два чёрных орлиных крыла, между ними рука в латах с серебряным мечом и золотой рукояткой. Намёт: красный и голубой, подложен золотом.

#### Герб. Часть XV. № 8.
Герб гренадера лейб-кампании Николая Фёдоровича Фёдорова пожалованного в дворянское достоинство 31.12.1741: щит разделён вертикально на две части, у которого правая часть показывает в чёрном поле золотое стропило с наложенными на нём тремя горящими гранатами натурального цвета, между тремя серебряными звездами. В левой, зелёной части, высокий серебряный трилистный крест, вверху два, внизу одно золотое пламя с тремя концами. Над щитом несколько открытый к правой стороне обращённый, стальной дворянский шлем, который украшает наложенная на него обыкновенная Лейб-кампании гренадёрская шапка с красными и белыми страусовыми перьями и с двумя по обеим сторонам распростёртыми орловыми крыльями чёрного цвета, на которых повторены три серебряные звезды. По сторонам щита опущен шлемовый намёт зелёного и чёрного цветов, подложенный справа серебром, слева золотом, с приложенной внизу щита подписью «ЗА ВЕРНОСТЬ И РЕВНОСТЬ».
Примечание: Николай Фёдорович Фёдоров (? — 12.02.1752) из церковников города Шуи.

#### Герб. Часть XV. № 9.
Герб генерал-лейтенанта Павла Ивановича Фёдорова пожалованного в дворянское достоинство 08.08.1847: щит поделён вертикально. В правой части в красном поле диагонально слева серебряная полоса. В ней один под другим три верблюда натурального цвета. В левой части, в голубом поле, накрест золотая шпага остриём вниз и оливковая ветвь. Над ним сверху золотая городская корона. Над щитом дворянский коронованный шлем. Нашлемник — рука в серебряных латах держит золотую оливковую ветвь. Намёт: красный и голубой, подложенный серебром и золотом. Девиз «БОЖИЙ ДАР» чёрными буквами на серебряной ленте.

#### Герб. Часть XV. № 10.
Герб гренадёра лейб-кампании Филата Фёдоровича Фёдорова пожалованного в дворянское достоинство 31.12.1741.zc: щит поделен вертикально на две части, из которых правая часть показывает в чёрном поле золотое стропило с наложенными на нём тремя горящими гранатами натурального цвета, между тремя серебряными звездами. В левой части, в зелёном поле, в середине серебряный сошник между четырёх (два вверху, два внизу) золотых хлебных снопов с чёрными перевяземи. Над щитом несколько открытый вправо обращенный стальной шлем, который украшает наложенная на него обыкновенная Лейб-кампании гренадёрская шапка с красными и белыми страусовыми перьями и с двумя по обеим сторонам распростёртыми Орловыми крыльями чёрного цвета, на которых повторены три серебряные звезды. По сторонам щита шлемовый намёт зелёного и чёрного цветов, подложенный справа серебром, слева золотом, с приложенною внизу щита подписью: «ЗА ВЕРНОСТЬ И РЕВНОСТЬ».
Примечание: Филат Фёдорович Фёдоров из крестьян Рузского уезда.

## Фёдоровы допетровской Руси
- Фёдоров Пётр — голова, воевода в Ряжске (1600).
- Фёдоров Иван — подьячий, воевода в Перми (1606—1607).
- Фёдоров Родион Петрович — воевода в Пронске (1611—1612), Ряжске (1612).
- Фёдоров Иван — дьяк (1625—1640), воевода в Тобольске (1625—1627).
- Фёдоров Иван — подьячий, воевода в Севске (1629—1631).
- Фёдоров Матвей — дьяк, воевода в Пскове в 1632—1634 гг.
- Фёдоров Иван — дьяк, воевода в Астрахани (1636—1637).
- Фёдоров Селуян Степанович — московский дворянин (1636—1640).
- Фёдоров Иван — дьяк, воевода в Суздале (1639).
- Фёдоров Иван Меньшой — воевода в Карсунове (1651).
- Фёдоровы: Иван, Семён Борисович — московские дворяне (1658).
- Фёдоров Семён — воевода в Романове (на Воронеже) (1670).
- Фёдоров Авдей — дьяк (1677), воевода в Астрахани (1679).
- Фёдоров Гаврила — дьяк (1676), воевода в Пскове (1679—1680).
- Фёдоров Дмитрий — дьяк (1676), воевода в Киеве (1681).
- Фёдоров Кузьма — приказчик, воевода в Баргузинском остроге (1684).
- Фёдоров Иван — подьячий, воевода в Цивильске (1694).
- Фёдоровы, дьяки: Андрей (1629), Степан (1658—1677), Василий (1676), Дмитрий, Василий и Гаврила Фёдоровичи (1692), Степан Мартынович (1692), Иван Фёдорович (1697).
- Фёдоровы: Юрий Иванович, Пётр и Алексей Семёновичи — стряпчие (1676—1692).
- Фёдоровы: Пётр Гаврилович, Михаил и Матвей Семёновичи, Василий Петрович — стольники (1686—1692)[8][9].